# Kanurennsport-Weltmeisterschaften 1989
Die 22. Kanurennsport-Weltmeisterschaften fanden 1989 in Plowdiw (Bulgarien) statt.
Es wurden Medaillen in 22 Disziplinen des Kanurennsports vergeben: acht Canadier und neun Kajak-Wettbewerbe der Männer sowie fünf Kajak-Wettbewerbe der Frauen.

## Ergebnisse

### Männer

#### Canadier
| Event        | Gold                                                                       | Zeit | Silber                                                         | Zeit | Bronze                                                                   | Zeit |
| ------------ | -------------------------------------------------------------------------- | ---- | -------------------------------------------------------------- | ---- | ------------------------------------------------------------------------ | ---- |
| C-1 500 m    | Sowjetunion Michał Śliwiński                                               |      | DDR Olaf Heukrodt                                              |      | Bulgarien Martin Marinow                                                 |      |
| C-1 1000 m   | Sowjetunion Ivans Klementjevs                                              |      | Kanada Larry Cain                                              |      | Ungarn Gáspár Boldizsár                                                  |      |
| C-1 10.000 m | Sowjetunion Ivans Klementjevs                                              |      | Ungarn Zsolt Bohács                                            |      | Tschechoslowakei Jan Bartůněk                                            |      |
| C-2 500 m    | Sowjetunion Nicolae Juravschi Victor Reneischi                             |      | Polen Tomasz Goliasz Marek Łbik                                |      | Frankreich Joël Bettin Philippe Renaud                                   |      |
| C-2 1000 m   | Dänemark Christian Frederiksen Arne Nielsson                               |      | Frankreich Olivier Boivin Didier Hoyer                         |      | Sowjetunion Juryj Huryn Walerij Weschko                                  |      |
| C-2 10.000 m | Dänemark Christian Frederiksen Arne Nielsson                               |      | Frankreich Olivier Boivin Didier Hoyer                         |      | Sowjetunion Wiktor Dobrotworskyj Andrij Balabanow                        |      |
| C-4 500 m    | Sowjetunion Nicolae Juravschi Victor Reneischi Juryj Huryn Walerij Weschko |      | Ungarn Attila Szabó Zsolt Varga György Zala Ervin Hoffmann     |      | Frankreich Benoît Bernard Joël Bettin Philippe Renaud Pascal Sylvoz      |      |
| C-4 1000 m   | Sowjetunion Nicolae Juravschi Victor Reneischi Juryj Huryn Walerij Weschko |      | Ungarn Attila Szabó Gusztáv Leikep Gábor Takács Ervin Hoffmann |      | Bulgarien Dejan Bonew Nikolaj Buchalow Christo Georgiew Paissij Lgobenow |      |

#### Kajak
| Event        | Gold                                                                            | Zeit | Silber                                                                        | Zeit | Bronze                                                                    | Zeit |
| ------------ | ------------------------------------------------------------------------------- | ---- | ----------------------------------------------------------------------------- | ---- | ------------------------------------------------------------------------- | ---- |
| K-1 500 m    | Australien Martin Hunter                                                        |      | DDR Kay Bluhm                                                                 |      | Vereinigte Staaten Mike Herbert                                           |      |
| K-1 1000 m   | Ungarn Zsolt Gyulay                                                             |      | DDR Torsten Krentz                                                            |      | Schweden Karl Sundqvist                                                   |      |
| K-1 10.000 m | Tschechoslowakei Attila Szabó                                                   |      | Sowjetunion Stanislaw Borejko                                                 |      | Portugal José Garcia                                                      |      |
| K-2 500 m    | DDR Kay Bluhm Torsten Gutsche                                                   |      | Sowjetunion Sjarhej Kalesnik Anatoli Tischtschenko                            |      | Polen Maciej Freimut Wojciech Kurplewski                                  |      |
| K-2 1000 m   | DDR Kay Bluhm Torsten Gutsche                                                   |      | Sowjetunion Wladimir Bobreschow Artūras Vieta                                 |      | Ungarn Attila Adrovicz Zoltán Berkes                                      |      |
| K-2 10.000 m | Ungarn Attila Ábrahám Sándor Hódosi                                             |      | Vereinigtes Königreich Grayson Bourne Ivan Lawler                             |      | Sowjetunion Wladimir Gordillej Gennadi Wassilenko                         |      |
| K-4 500 m    | Sowjetunion Wiktor Denissow Serhij Kirsanow Oleksandr Motusenko Wiktor Pusew    |      | BR Deutschland Reiner Scholl Thomas Pfrang Volker Kreutzer Mario von Appen    |      | Bulgarien Adria Duschew Petar Godew Nikolai Jordanow Iwan Marinow         |      |
| K-4 1000 m   | Ungarn Ferenc Csipes Zsolt Gyulay Attila Ábrahám Sándor Hódosi                  |      | Polen Robert Chwiałkowski Maciej Freimut Grzegorz Krawców Wojciech Kurpiewski |      | DDR Guido Behling Torsten Krentz Thomas Vaske André Wohllebe              |      |
| K-4 10.000 m | Sowjetunion Wladimir Bobreschow Alexander Misugin Sergei Superata Artūras Vieta |      | Ungarn Gábor Kulcsár Ákos Anygal Ferenc Csipes László Vincze                  |      | Polen Andrzej Gajewski Tomasz Franaszek Grzegorz Kaleta Mariusz Rutkowski |      |

### Frauen

#### Kajak
| Event      | Gold                                                         | Zeit | Silber                                                          | Zeit | Bronze | Zeit |
| ---------- | ------------------------------------------------------------ | ---- | --------------------------------------------------------------- | ---- | --- | ---- |
| K-1 500 m  | DDR Katrin Borchert                                          |      | Polen Izabella Dylewska                                         |      | BR Deutschland Josefa Idem                                                                                               |      |
| K-1 5000 m | DDR Katrin Borchert                                          |      | Polen Izabella Dylewska                                         |      | BR Deutschland Josefa Idem                                                                                               |      |
| K-2 500 m  | DDR Anke Nothnagel Heike Singer                              |      | Ungarn Éva Dónusz Erika Mészáros                                |      | Sowjetunion Irina Salomykowa Galina Sawenko                                                                              |      |
| K-2 5000 m | DDR Monika Bunke Ramona Portwich                             |      | Rumänien Merina Bituleanu Luminita Hertea                       |      | Sowjetunion Aleksandra Apanoviča Nadeshda Kowalewitsch                                                                   |      |
| K-4 500 m  | DDR Katrin Borchert Anke Nothnagel Monika Bunke Heike Singer |      | Ungarn Katalin Gyulai Rita Kőbán Henriette Huber Erika Mészáros |      | Sowjetunion Aleksandra Apanoviča Nadeshda Kowalewitsch Irina Salomykowa [[Galina Konstantinowna Sawenko<Galina Sawenko]] |      |

## Medaillenspiegel
| Rang   | Nation                 | Gold | Silber | Bronze | Gesamt |
| ------ | ---------------------- | ---- | ------ | ------ | ------ |
| 1      | Sowjetunion            | 8    | 3      | 6      | 17     |
| 2      | DDR                    | 7    | 3      | 1      | 11     |
| 3      | Ungarn                 | 4    | 6      | 2      | 12     |
| 4      | Dänemark               | 2    | –      | –      | 2      |
| 5      | Australien             | 1    | –      | –      | 1      |
| 6      | Polen                  | –    | 4      | 2      | 6      |
| 7      | Frankreich             | –    | 2      | 2      | 4      |
| 8      | BR Deutschland         | –    | 1      | 2      | 3      |
| 9      | Kanada                 | –    | 1      | –      | 1      |
| 9      | Vereinigtes Königreich | –    | 1      | –      | 1      |
| 9      | Rumänien               | –    | 1      | –      | 1      |
| 12     | Bulgarien              | –    | –      | 3      | 3      |
| 13     | Tschechoslowakei       | –    | –      | 1      | 1      |
| 13     | Vereinigte Staaten     | –    | –      | 1      | 1      |
| 13     | Schweden               | –    | –      | 1      | 1      |
| 13     | Portugal               | –    | –      | 1      | 1      |
| Gesamt | Gesamt                 | 22   | 22     | 22     | 66     |